# GRB 030329
GRB 030329 – rozbłysk gamma odkryty 29 marca 2003 roku przez detektor HETE-2 w gwiazdozbiorze Lwa; trwał ponad 25 sekund.
Był to pierwszy rozbłysk, którego poświata wykazywała cechy wybuchu supernowej, potwierdzając tym samym istnienie związku pomiędzy tymi zjawiskami.

## Obserwacje
GRB 030329 był jednym z trzech rozbłysków zarejestrowanych 29 marca 2003. Dwa kolejne otrzymały oznaczenia GRB 030329a oraz GRB 030329b. GRB 030329 został zarejestrowany przez kilka instrumentów na pokładzie HETE-2 o godz. 11:37 UTC i trwał ok. 25 sekund. Optyczna poświata rozbłysku po raz pierwszy została zaobserwowana w Obserwatorium Siding Spring niecałe dwie godziny po jego wykryciu, natomiast poświatę rentgenowską jako pierwszy zarejestrował satelita RXTE ok. pięć godzin po rozbłysku. Poświata radiowa
została zarejestrowana przez zespół teleskopów VLA, w chwili odkrycia była najjaśniejszą zaobserwowaną poświatą. Współrzędne tego GRB miały wartości: rektascensja = 10h 44m 49.95957s, deklinacja = +21° 31′ 17.4375″, a jego przesunięcie ku czerwieni wynosiło z = 0,1685, co daje odległość 587 megaparseków.

## Powiązanie z supernową
Dzięki temu, iż rozbłysk GRB 030329 nastąpił niedaleko Ziemi, jego poświata była badana na szeroką skalę. Widmo uzyskane z tej poświaty 6 kwietnia 2003 miało wartości szczytowe rzędu ok. 570 nm oraz 470 nm. Widmo to zostało odtworzone poprzez analizę parametrów widma z supernowej SN 1998bw. Te objawy, charakterystyczne dla supernowych, nasilały się przez kilka tygodni od rozbłysku. Obserwacje w świetle widzialnym, wykonywane w obserwatorium Kitt Peak wykazały, że poświata optyczna tego rozbłysku była jaśniejsza niż przewidywano; takie odchylenie, którego wyjaśnieniem mogło być dodatkowe światło (emitowane przez supernową). 10 kwietnia 2003 NASA ogłosiła, że GRB 030329 zapewnił niepodważalne dowody na powiązanie między rozbłyskami gamma a supernowymi. Supernowa powiązana z tym rozbłyskiem otrzymała oznaczenie SN 2003dh.